# アマディス・デ・ガウラ
『アマディス・デ・ガウラ』(スペイン語: Amadís de Gaula)は、スペインに伝わる騎士道物語の一つ。
アマディスについては14世紀頃から言及されるが、現代に伝わる物語はガルシ・ロドリゲス・デ・モンタルボが編纂し、1508年に出版された版が元となる。
原型は13世紀と14世紀前半にさかのぼる。フランスからポルトガル、ガリシア地方を経てカスティーリャ王国中央部に伝わった。16世紀に隆盛を極めたスペイン騎士道物語の中で、この作品は頂点に位置する。主人公であるアマディスはエル・シッドとベルナルド・デル・カルピオに並ぶスペイン有数の“騎士道の大英雄”と言えるだろう。オリアナ姫に忠実な騎士アマディスの恋と冒険，巨人，猛獣，騎士を相手に繰広げられる武勇伝。

## 訳書
各・岩根圀和訳
- 『アマディス・デ・ガウラ』 彩流社（上下）、2019年
- 『エスプランディアンの武勲―続 アマディス・デ・ガウラ』 彩流社、2020年